# Вішнусвамі
Вішнусвамі — індуїстський релігійний діяч, гуру, ачар'я — засновник вайшнавської Рудра-сампрадаї — лінії учнівської наступності, що йде від Рудри (Шиви). Хоча багато вчених проводили дослідження життя Шріли Вішнусвамі, найбільш авторитетний опис надав Шріла Бгактісіддганта Сарасваті.
Філософія, яку проповідував Шріла Вішнусвамі, називається вішуддхадвайта. Відповідно до неї Брахман — бог Вішну, неподвійний і незмінний. Душа — його частка, вічна і незалежна. Шлях звільнення душі — відданість богу Вішну.
Вішнусвамі, що дав початок лінії чистої неподвійності, народився в провінції Андхра в Південній Індії. Служіння Шрі Шрі Радха—Крішні є основоположним принципом його вчення. Багато вчених заявляють, що Вішнусвамі був родом з іншого місця, ніж згадана вище провінція Андхра. Насправді, кілька людей були віднесені до цього імені.
Ґоур Ґовінда свамі так пише про Вішнусвамі:
 Одного разу в Рудра-Двіпа прийшов Вішнусвамі, ачар'я Рудра-сампрадаї. Його супроводжували учні. Вночі учні співали харе Крішна харе Крішна Крішна Крішна харе харе/харе рама харе рама рама рама харе харе, Вішнусвамі підносив молитви Господу, і в цей час перед ними з'явився Рудра. Всі вайшнави побачили Шиву, й Вішнусвамі почав молитися йому. Шива, задоволений молитвами Вішнусвамі й тим, як той проповідував бгакті-таттв, сказав йому: «Проси в мене про будь-яке благословіння!» Вішнусвамі сказав: «Я хочу, щоб моя сампрадая стала досконалою вайшнава-сампрадаєю». Шива подарував Вішнусвамі таке благословення. Саме того дня Вішнусвамі-сампрадая отримала ім'я Рудра-сампрадая. Шива благословив цю сампрадаю своєю милістю. Вішнусвамі залишився на якийсь час жити у Навадвипі на Рудра-Двипа і здійснював гаура-бхаджан. Так він знайшов гаура-према, Крішна-према. Господь Гауранга з'явився йому уві сні і сказав: «Ти знайшов милість Мого дорогого відданого, Рудри! Я дуже задоволений тобою. Тепер проповідуй своє вчення шуддха-адвайта-Ваду по всьому світові!» Пізніше за часів Махапрабху Вішнусвамі прийшов як Валлабга Бхатта, Валлабхачар'я. Такий висновок Самого Чайтанья Махапрабгу. Він сказав Вішнусвамі: «В майбутньому ти повернешся в цей світ знову в образі вайшнава-ачар'ї — Валлабга Бхатті».